# Ljudmila Celikovskaja
Ljudmila Celikovskaja (Astrachan', 8 settembre 1919 – Mosca, 3 luglio 1992) è stata un'attrice sovietica.

## Filmografia parziale

### Attrice
- Il cuore dei quattro, regia di Konstantin Judin (1941)
- Bliznecy (1945)
- Beskopokojnoe chozjajstvo (1946)
- My s vami gde-to vstrečalis' (1954)

## Premi
- Artista onorato della RSFSR
- Artista popolare della RSFSR
- Medaglia al valore del lavoro
- Ordine della Bandiera rossa del lavoro